# Cornelis Evertsen (1610-1666)
Pour les articles homonymes, voir Cornelis Evertsen.
 (mars 2008).
Si vous disposez d'ouvrages ou d'articles de référence ou si vous connaissez des sites web de qualité traitant du thème abordé ici, merci de compléter l'article en donnant les références utiles à sa vérifiabilité et en les liant à la section « Notes et références ».
Cornelis Evertsen l'Ancien (4 août 1610 - 11 juin 1666) fut un amiral néerlandais du XVIIe siècle.

## Biographie
Il est le fils de Johan Evertsen et de Maayken Jans et petit-fils de Evert Heindricxsen. Son père et son grand-père combattirent durant la révolte des Gueux en tant que commandants de men'o'war dans la marine zélandaise.
Quand son père fut tué au combat en 1617, l'Amirauté de Zélande le nomma ainsi que ses quatre frères, et ce malgré leur jeune âge, au rang de lieutenant. Cette faveur exceptionnelle fut accordée en raison des mérites de leur père afin que la famille ne sombre pas dans la misère.
En 1626, Cornelis est mentionné pour la première fois alors qu'il sert en mer à bord d'un vaisseau de corsaires.
Le 25 août 1636, il est promu capitaine et capture un galion espagnol lors de la bataille des Downs en 1639. Durant la première guerre anglo-néerlandaise, Cornelis servit en tant que commandant en second dans la marine zélandaise ; le 1er mai 1652, il occupe à titre temporaire les fonctions de contre-amiral. Pendant la bataille de Schéveningue, son navire coula, il fut capturé par les Anglais et détenu pendant trois mois.
Le 14 mars 1654, il est effectivement nommé contre-amiral. Durant la première guerre du Nord, il fut le commandant en second de la flotte de Michiel de Ruyter et libéra Nyborg des Suédois. En 1661, il servit à nouveau sous De Ruyter, effectuant des actions punitives contre les corsaires d'Alger. De Ruyter et lui étaient des amis très proches.
Lorsque la deuxième guerre anglo-néerlandaise menaçait d'éclater, Cornelis fut promu au rang de vice-amiral de Zélande, pendant que son frère aîné, Johan, occupait désormais le grade de Luitenant-admiraal, le premier originaire de Zélande. Les deux frères prirent part à la bataille de Lowestoft (13 juin 1665) ; Johan fut très critiqué après la bataille sur son comportement et il dut se résigner à se retirer de son poste bien qu'il conserva son grade. Cornelis fut alors promu au rang de lieutenant-Amiral, le septième que comptait alors la flotte néerlandaise.
Quand la bataille majeure suivante eut lieu, la bataille des Quatre Jours de juin 1666, Cornelis l'Ancien fut tué le premier jour à bord de son navire, le Walcheren, coupé en deux par un boulet tiré du Henry qui s'enfuyait.
Bien que son frère Johan avait décidé de rester à terre, il embarqua dès qu'il apprit que Cornelis avait été tué, et rejoignit la flotte où il prit le commandement de l'avant-garde de De Ruyter, le premier jour de la bataille de North Foreland en août 1666. Les deux frères furent, après bien des conflits entre l'Amirauté et la famille à propos du prix des funérailles, enterrés à l'abbaye de Middelbourg où ils partagent encore aujourd'hui le même mémorial.
Cornelis l'Ancien eut, de son premier mariage avec Johanna van Gorcum en 1640, 14 enfants dont 5 moururent en bas âge. Deux d'entre eux furent eux aussi des amiraux : le deuxième, Cornelis Evertsen (1642-1706), lieutenant-amiral, et le dixième, Geleyn Evertsen (1655-1711). Les deux devinrent commandant suprême de la flotte néerlandaise. Ces trois hommes avaient aussi en commun un caractère très difficile.
Après la mort de sa première femme en 1657, Cornelis se remaria en 1659 et deux enfants naquirent de ce mariage. À sa mort, il laissa un héritage de 45 000 florins.